# Gaturamo-capim
Eufónia-guianense ou gaturamo-capim (Euphonia finschi) é uma espécie de ave da família Fringillidae.
Pode ser encontrada nos seguintes países: Brasil, Guiana Francesa, Guiana, Suriname e Venezuela.
Os seus habitats naturais são: florestas subtropicais ou tropicais húmidas de baixa altitude e florestas secundárias altamente degradadas.